# Lola vers la mer
Pour plus de détails, voir Fiche technique et Distribution.
Lola vers la mer est un drame franco-belge réalisé par Laurent Micheli et présenté au Festival d’Angoulême en 2019. 
Le personnage principal est joué par Mya Bollaers, une personne trans (comme le personnage qu'elle joue) dont c'est le premier rôle au cinéma. Laurent Micheli avait pour objectif de « parler de la transidentité en posant en héroïne cette jeune fille victime de transphobie ordinaire. Ne jamais être misérabiliste ».

## Synopsis
Lola, jeune femme transgenre, est sur le point de se faire opérer. Alors qu'elle vit depuis deux ans dans un foyer à Bruxelles, la mort de sa mère la contraint à retrouver son père. Malgré tout ce qui les oppose, ils décident de faire ensemble le chemin vers le littoral pour disperser les cendres de la défunte conformément à ses souhaits...

## Fiche technique
- Titre original : Lola vers la mer
- Réalisation : Laurent Micheli
- Scénario : Laurent Micheli
- Musique : Raf Keunen[2]
- Décors : Catherine Cosme
- Costumes : Clément Vachelard
- Photographie : Olivier Boonjing
- Montage : Julie Naas
- Production : Annemie Degryse, Sébastien Haguenauer et Benoît Roland
- Société de production : 10:15 Productions et Wrong Men North, en coproduction avec Lunanime, BNP Paribas Fortis Film Finance, RTBF et Proximus, en association vec les SOFICA Cinéventure 4 et Cofinova 15
- Société de distribution : Les Films du losange (France et ventes internationales) ; Cinemien (Pays-Bas)
- Pays d'origine :  France et  Belgique
- Langue originale : français et flamand
- Format : couleurs - 1,33:1
- Genre : comédie dramatique
- Durée : 90 minutes
- Dates de sortie :
  - France : 21 août 2019 (Festival d'Angoulême) ; 10 novembre 2019 (Arras Film Festival): 19 novembre 2019 (Festival Chéries-Chéris) ; 1er décembre 2019 (Festival Face à face) ; 11 décembre 2019 (sortie nationale)
  - Belgique : 11 décembre 2019 (sortie nationale)

## Distribution
- Mya Bollaers : Lola, jeune femme transgenre
- Benoît Magimel : Philippe, le père de Lola
- Els Deceukelier : la patronne du bar à hôtesses
- Sami Outalbali : Samir, jeune homosexuel vivant dans le même foyer que Lola
- Jérémie Zagba : Antoine, employé du foyer
- Delphine Bibet : la chirurgienne
- Félix Vannoorenberghe : Maxime le neveu
- Adriana da Fonseca : la secrétaire médicale
- Anemone Valcke : la danseuse de pole dance
- Anne-Marie Loop : la voisine de Philippe
- Thao Maerten  : Lola à 7 ans
- Rania Saddiki : une adolescente du foyer
- Kris Swinnen : un client du bar
- Robby Cleiren : le pharmacien
- Mathias Sercu : le premier policier
- Vincenzo de Jonghe : le deuxième policier
- Django Schrevens : l'adolescent 1
- Jérémy Gillet : l'adolescent 2

## Réception
Pour Guillemette Odicino de Télérama, le film « signale la naissance d'un cinéaste ». Laurent Micheli y aborde le thème de la transidentité « d'une manière lumineuse, à la fois triviale et lyrique, aux antipodes du Girl de Lukas Dhont ». Selon Franck Finance-Madureira de Komitid, le film « est un récit sensible, délicat, jamais mièvre et continuellement tiré vers le haut grâce à une mise en scène inventive (...), illuminé par la qualité de ses interprètes : Benoît Magimel et la révélation Mya Bollaers ».

## Distinctions

### Récompenses
- Magritte 2020 : 
  - Magritte du meilleur espoir féminin pour Mya Bollaers
  - Meilleurs décors pour Catherine Cosme
- Tournai Ramdam Festival 2020 : Prix du meilleur Ramdam belge
- 6ème Festival du Cinéma & Musique de Film de La Baule : Ibis d’Or de la Meilleure Actrice pour Mya Bollaers, Ibis d’Or du Meilleur Acteur pour Benoît Magimel et Ibis d’Or du Meilleur Scénario pour Laurent Micheli[4].

### Nominations
- Magritte 2020 (7) : meilleur film, meilleur réalisation, meilleur scénario original ou adaptation, meilleur espoir féminin, meilleurs décors, meilleure musique originale, meilleur montage
- César 2020 : Meilleur film étranger
- Tournai Ramdam Festival 2020 : Prix du meilleur Ramdam belge